# Commonwealthska šahovska asocijacija
Commonwealthska šahovska asocijacija (eng.  Commonwealth Chess Association), regionalna pridružena organizacija Svjetske šahovske organizacije koja predstavlja Britansku zajednicu naroda. Uloga mu je promicati i razvijati sve oblike šaha na svom prostoru, štititi interese šaha, uspostaviti i koordinirati aktivnost članova i organizirati regionalna prvenstva pod okriljem FIDE, te zastupati interese članova kod FIDE i inih međunarodnih organizacija.
Sjedište je u Delhiju u Indiji. Današnji predsjednik je Bharat Singh Chauhan iz Indije.

## Vanjske poveznice
- Službene stranice  Arhivirana inačica izvorne stranice od 26. ožujka 2016. (Wayback Machine)